# Alexei Alexandrowitsch Gorinow

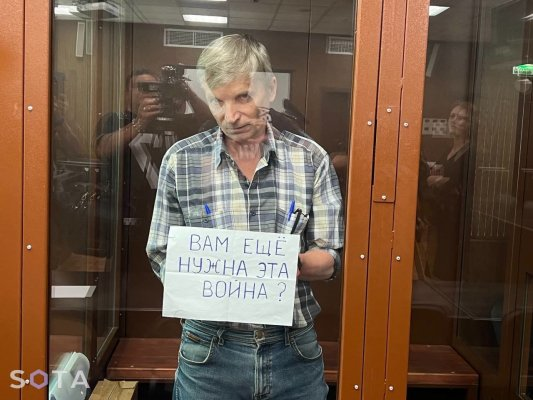
Alexei Alexandrowitsch Gorinow, 2022

Alexei Alexandrowitsch Gorinow (russisch Алексей Александрович Го́ринов; * 26. Juli 1961 in Moskau) ist ein russischer Kommunalpolitiker und politischer Gefangener. Am 8. Juli 2022 wurde Gorinow für seine kritische Äußerung zum Krieg in der Ukraine zu sieben Jahren Haft verurteilt. Grundlage hierfür war das am 4. März 2022 verabschiedete Gesetz, das die „öffentliche Verbreitung falscher Informationen über das russische Militär“ (Artikel 207.3 des Strafgesetzbuches der Russischen Föderation) unter Strafe stellt. Gorinow war der Erste, der auf der Grundlage dieses Artikels zu einer tatsächlichen Haftstrafe verurteilt wurde. Am 29. November 2024 verurteilte ihn ein Militärgericht in Wladimir zu weiteren drei Jahren Gefängnis. Gorinow habe sich nach Auffassung der Richter der Rechtfertigung von Terrorismus (Artikel 205.2 StGB (RUS)) schuldig gemacht.

## Biographie
Gorinow stammt eigener Aussage nach aus einer Familie, die zu keiner Zeit im Konflikt mit dem Staat gestanden habe. Sein Vater war Teilnehmer des Deutsch-Sowjetischen Krieges und Mitglied der KPdSU, der Großvater kämpfte im Russischen Bürgerkrieg auf der Seite der Roten Armee, der Urgroßvater sei von Mitgliedern der Weißen Bewegung erschossen worden.
Im Jahr 1984 absolvierte Gorinow die Moskauer Hochschule für Geodäsie, Luftbildaufnahmen und Kartographie und erhielt dort seine erste Anstellung. Im Jahr 2004 schloss er die Moskauer Staatliche Juristische Akademie ab.
Politisiert wurde Gorinow während der Perestroika, er begann, sich Ende der 1980er Jahre für die demokratische Bewegung in der Sowjetunion zu engagieren. Von 1990 bis 1993 war er Bezirksabgeordneter im Moskauer Stadtbezirks Dserschinskij. Danach ging er in die Privatwirtschaft und war u. a. Generaldirektor bei der Aktiengesellschaft „Waynett Trading“. Im Jahr 2017 verlor die Kremlpartei Einiges Russland im Stadtbezirk Krasnosselskij sieben von zehn Sitzen an Kandidaten der Bewegung Solidarnost, darunter auch Gorinow. Als Parteiloser zog er in das Bezirksparlament ein, zu dessen Vorsitzendem im Folgenden Ilja Jaschin gewählt wurde. Solidarnost unterstützte Gorinow während der Gerichtsverhandlungen.

## Strafverfolgung für die Antikriegsaussage

### Ratssitzung der Abgeordneten
Bei der Sitzung der Bezirksverordnetenversammlung des Moskauer Krasnosselskij-Bezirks am 15. März 2022, kurz nach dem Beginn von Russlands Überfall auf die Ukraine, kritisierte Gorinow die Idee, einen Malwettbewerb für Kinder anlässlich des Weltkindertags durchzuführen. Er forderte, darauf zu verzichten, solange in der Ukraine „jeden Tag Kinder sterben“. Gorinow sprach in der Diskussion zudem das Wort „Krieg“ aus – und nannte den Überfall nicht, wie offiziell vom Kreml vorgegeben, eine „militärische Spezialoperation“. 
Unterstützt wurde Gorinow während der Sitzung von der Leiterin des Stadtbezirks, Elena Kotjonotschkina, die vorschlug, einen Wettbewerb mit dem Wortlaut „Kinder gegen Krieg in der Ukraine“ durchzuführen. 
Die Sitzung war öffentlich und auf der Videoplattform YouTube abrufbar. Damit war nach Auffassung der Anklage der Tatbestand von Artikel 207.3 erfüllt. Strafverschärfend sei zudem der Umstand gewesen, dass die Straftat durch vorherige Verabredung, unter Ausnutzung der offiziellen Position als Abgeordneter und aus Hass oder Feindschaft begangen worden sei. Der 60-Jährige habe aus „politischem Hass“ gehandelt, sagte Richterin Olesja Mendelejewa bei der Verhandlung.
Auch gegen Elena Kotjonotschkina wurden im April 2022 Ermittlungen eingeleitet, sie verließ daraufhin Russland. Die Anzeige bei der Generalstaatsanwaltschaft der Russischen Föderation wurde unter anderem von den Duma-Abgeordneten Aleksander Chinschtejn und Oleg Leonow erstattet. 

### Strafprozess
Am 26. April 2022 wurde Gorinow festgenommen, seine Wohnung und das Bezirksabgeordnetenhaus wurden durchsucht. Die Ermittlungen dauerten fünf Tage – vom 26. April bis zum 1. Mai.
Die erste Anhörung des Falls Gorinows fand am 1. Juni im Moskauer Bezirksgericht Meschtschanskij statt. Der Staatsanwalt beantragte eine sechsmonatige Verlängerung von Gorinows Haft. Gorinow teilte mit, dass er an Tuberkulose erkrankt sei und dass es in der Untersuchungshaftanstalt an angemessener medizinischer Versorgung fehle. Dennoch genehmigte die Richterin den Antrag auf Verlängerung.
Das Gerichtsverfahren sollte nicht öffentlich sein. Laut Staatsanwaltschaft könnten Zuschauer und Journalisten „psychologischen Druck“ auf Zeugen der Anklage ausüben.
Die Staatsanwaltschaft behauptete, Gorinow und Kotenochkina hätten sich verabredet, während der Sitzung das russische Militär zu „diskreditieren“.
Der Kreml bezeichnet den Angriff auf die Ukraine als „Militäreinsatz“ und diesen als Krieg zu bezeichnen ist nach Vorschriften von Roskomnadsor verboten. Zu Gorinows Schutz erklärte der Anwalt, dass die Vorschriften von Roskomnadsor nur für Medien gälten, und es gebe keine Gesetze, die die Einhaltung dieser Vorschrift für Privatpersonen vorschrieben.
Am 8. Juli 2022 verurteilte die Richterin des Meschtschanski-Gerichts, Olesja Mendelejewa, Gorinow zu einer siebenjährigen Haftstrafe, die er in einer allgemeinen Strafkolonie verbüßen muss.
Während der Verhandlung verurteilte Gorinow die russische Invasion in der Ukraine: Ich gehe davon aus, dass Russland im 20. Jahrhundert sein Limit an Kriegen ausgeschöpft hat. Aber unsere Gegenwart ist Butscha, Irpen, Gostomel. Sagen Ihnen diese Namen etwas? Ihnen, Staatsanwaltschaft! Informieren Sie sich und sagen Sie später nicht, Sie hätten nichts gewusst. Seit fünf Monaten führt Russland einen Krieg und bezeichnet diesen verlegen als eine „Sonderoperation“. Uns werden Sieg und Ruhm versprochen. Warum also fühlen so viele meiner Mitbürger Scham und Schuld? Warum hat unser Land so viele Feinde bekommen? Kann es sein, dass bei uns etwas falsch ist? Lass uns darüber sprechen. Das habe ich nämlich bei der Vorstandssitzung auch getan. Und ich wurde von der Mehrheit der Anwesenden unterstützt. Und nun stehe ich vor Gericht.
Bei der Verhandlung am 19. September 2022 wurde Gorinows Strafe um einen Monat gekürzt und damit wurde er zu 6 Jahren und 11 Monaten verurteilt. Diese Strafmilderung war auf die Umformulierung der Anklageschrift zurückzuführen – die Version, dass „eine Gruppe von Personen“ (nämlich Gorinow und Kotjonotschkina) „im Rahmen einer vorläufigen Verabredung“ gehandelt hat, wurde gestrichen.
In seinem letzten Wort entschuldigte sich Gorinow beim ukrainischen Volk dafür, dass er es nicht geschafft hatte, diesen Krieg zu beenden. Er sagte, dass die Macht des Gerichts, pazifistische Ansichten zu verfolgen, eine „Schande für unser Land“ sei.
Ende November 2022 wurde Gorinow in die Strafkolonie Nr. 2 in Pokrow (Region Wladimir) überstellt. Dort verbüßten der Bürgerrechtler Konstantin Kotow und der Politiker Alexei Nawalny ihre Strafe. Die Rechtsanwältin Maria Eismont war früher im Fall von Kotow involviert und besuchte die Kolonie Nr. 2 mehrmals. Sie ist der Meinung, dass in der Kolonie Pokrow alles getan wird, um politische Gefangene von ihren Verteidigungsanwälten zu isolieren.

### Bewertungen des Urteils
2022 hat die unabhängige Menschenrechtsorganisation Memorial (Internationale Gesellschaft für historische Aufklärung, Menschenrechte und soziale Fürsorge „Memorial“) Alexej Gorinow als politischen Gefangenen anerkannt.
Nach Aussage von Bruce Millar, dem Experten für Osteuropa und Zentralasien bei Amnesty International, ist das Urteil „eine rechtswidrige Vergeltungsmaßnahme wegen der Äußerung seiner Ansichten“, und Gorinow habe „den Krieg von Wladimir Putin gegen die Ukraine bei seinem Namen genannt – dies stellt jedoch keine international als Straftat anerkannte Handlung dar.“
Die Menschenrechtsaktivistin Marina Litwinowitsch hält das Urteil im Fall Gorinow für einen Schauprozess. Es solle dazu dienen, Abgeordnete und andere Beamte einzuschüchtern, damit niemand anderes an der Macht wagen würde, sich gegen den Krieg auszusprechen.
Gorinow selbst ist der Meinung, dass die vom Gericht festgelegte Strafe in keinem Verhältnis zu dem Schaden steht, den Russland der Ukraine zugefügt hat: Sieben Jahre Gefängnis – ist das viel oder wenig? […] Es ist unvorstellbar lang. Aber bedenken Sie, wie viele Menschen vom Krieg in der Ukraine betroffen sind. Jeder von ihnen verlor Jahre eines normalen, friedlichen Lebens. Einige verloren ihr Leben. Führen Sie die Multiplikation durch und versuchen Sie, das kosmische Ausmaß der Ereignisse zu erfassen, über die wir sprechen. Dies ist das Ausmaß der Verantwortung, das auf jedem einzelnen von uns ruht – einschließlich mir selbst. Und das Mindeste, was ich tun kann, ist, die Dinge beim richtigen Namen zu nennen.

### Fall von der Rechtfertigung von Terrorismus
Das Verfahren wurde im Herbst 2023 eröffnet. Den Ermittlern zufolge rechtfertigte Alexej in einem Gespräch mit einem anderen Häftling im Gefängniskrankenhaus Ukrainisches Regiment "Asow"- die Organisation, die in Russland zur Terrororganisation erklärt wurde, sowie die Schädigung der Krimbrücke und die Handlungen der Sondereinheit des Hauptnachrichtendienst der Ukraine “Kraken”. Das Gericht begann, den zweiten Fall von Alexei Gorinow zu verhandeln.
Der Anwalt von Alexei ist der Ansicht, dass die Aussage durch Provokation illegal erlangt wurde – im Januar 2023 wurde in Gorinows Krankenzimmer ein Fernseher installiert und andere Gefangene bei ihm untergebracht, die sich für seine Meinung zu den Nachrichten interessierten (anderen Quellen zufolge wurde er, anstatt entlassen zu werden, in ein Krankenzimmer mit Fernseher überführt). In den Aussagen der Zeugen gibt es Unstimmigkeiten. Andererseits sind die Protokolle der Zeugenvernehmungen dagegen bis auf die Interpunktionsfehler identisch. In 14 Stunden Audioaufzeichnungen aus 20 Tagen wurde der Tatbestand in zwei Sätzen gefunden.
Gorinow gestand seine Schuld nicht und bemerkte in seinem letzten Wort, dass seine „Schuld darin liegt, dass ich als Bürger meines Landes den Ausbruch dieses Krieges zugelassen habe und nicht in der Lage war, den zu verhindern. Aber ich möchte, dass die Organisatoren, Teilnehmer und Unterstützer des Krieges sowie die Verfolger derjenigen, die sich für den Frieden einsetzen, meine Schuld und Verantwortung mit mir teilen.“
Im November 2024 verurteilte das 2. Militärgericht des Westbezirks Alexei zu weiteren drei Jahren Haft in einer Hochsicherheitskolonie. Nach Inkrafttreten des neuen Strafmaßes muss Gorinov (aufgrund zweier Haftstrafen) insgesamt fünf Jahre unter strengen Haftbedingungen verbringen.

### Verschlechterung von Gorinows Gesundheitszustand
Vor seiner Inhaftierung befand sich Alexei Gorinow in einem schlechten Gesundheitszustand. Er hatte sich vor einigen Jahren einer Lungenoperation unterzogen, bevor er in Untersuchungshaft genommen wurde. Aufgrund der Haftbedingungen und der Tatsache, dass er keine angemessene medizinische Versorgung erhalten konnte, verschlechterte sich Gorinows Gesundheitszustand und er wurde am 9. Dezember 2022 krank. Nach einem zweitägigen Aufenthalt in der medizinischen Einrichtung erholte sich Gorinow nicht. Er litt weiterhin an hohem Fieber und Kurzatmigkeit. Nach einem öffentlichen Aufschrei willigten die Gefängnisbehörden ein, Gorinow in das Krankenhaus der Strafkolonie 3 in der Region Wladimir zu verlegen, berichtete die Online-Ausgabe von Radio Liberty. Die Strafkolonie ist berüchtigt für Folterungen. Hierhin wurde der Politiker Alexei Nawalny im April 2021 zur Behandlung verlegt.
Nach Angaben von Menschenrechtsaktivisten wird Alexei Gorinow unter Folterbedingungen festgehalten: in einer kalten Zelle ohne Matratze, Decke oder warmes Wasser, als flucht- und selbstmordgefährdet registriert (was bedeutet, dass er alle zwei Stunden geweckt wird), ihm werden Treffen mit seiner Familie und Briefwechsel verweigert und er wird regelmäßig (insbesondere 48 Tage ohne Unterbrechung im Jahr 2023) in eine Einzelhaftzelle gesteckt. Im November 2024 wurde Gorinov im Rahmen des zweiten Verfahrens noch vor der Urteilsverkündung als terroristisch gefährdet eingestuft. Alexey Gorinow wurde zum zweiten Mal verurteilt, diesmal wegen „Rechtfertigung des Terrorismus“. In seinem letzten Wort sprach er sich erneut gegen den Krieg aus. Doch der Richter weigerte sich demonstrativ, dem politischen Gefangenen zuzuhören.

## Familie
Alexei Gorinow ist verheiratet und hat einen Sohn.

## Internationale Anerkennung
Gorinow erhielt im November 2022 den Magnitski Menschenrechtspreis in der Kategorie „Herausragende Oppositionsfigur“. Der Preis ist eine Initiative Bill Browders und wird seit 2015 an Persönlichkeiten verliehen, die einen Beitrag zum Kampf für die Menschenrechte geleistet haben.
Anfang Januar 2023 unterzeichneten 34 Mitglieder des Europäischen Parlaments ein Unterstützungsschreiben für Alexei Gorinow und bekundeten ihre Solidarität mit dem Abgeordneten in seinem „Wunsch nach einem freien und friedlichen Russland“.
Am 20. und 21. Januar 2023 fanden in mehr als 20 Ländern Aktionen zur Unterstützung der politischen Gefangenen in Russland statt, bei denen Alexei Gorinow hervorgehoben wurde.
Im Februar 2023 forderte der Menschenrechtsrat der Vereinten Nationen als Reaktion auf eine Beschwerde von Menschenrechtsaktivisten die sofortige Freilassung von Alexei Gorinow und verlangten von den russischen Behörden eine unabhängige Ermittlung.
Am 27. August 2024 bat Dmitri Muratow das Internationale Rote Kreuz, sich um das Schicksal von Alexei Gorinow zu kümmern. Laut „Nowaja Gaseta“ erhalte Gorinow weder eine Matratze noch eine Decke, und in seiner Zelle gebe es weder warmes Wasser noch eine funktionierende Toilette. Er habe keinen Zugang zu Büchern, Briefen und Telefonanrufen und aufgrund der Isolation habe er begonnen, Wörter zu vergessen.